# 八重紅枝垂

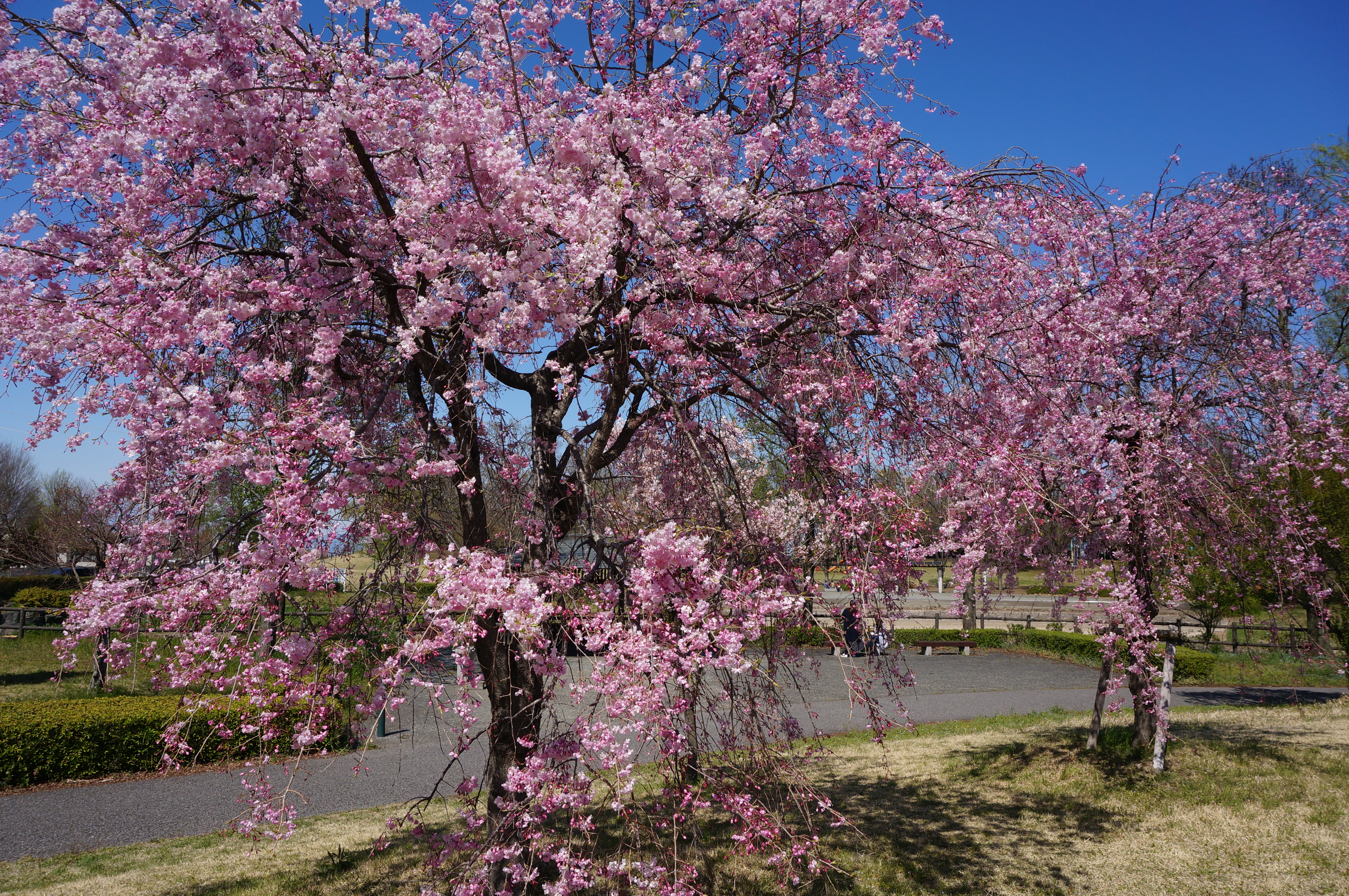

八重紅枝垂（日语：ヤエベニシダレ，學名Cerasus itosakura）是薔薇科李屬的一種植物。八重紅枝垂和關山櫻並列為種植最多的八重櫻品種，自江戶時代開始栽培。平安神宮內約半數櫻花是八重紅枝垂。